# 安倍口罩

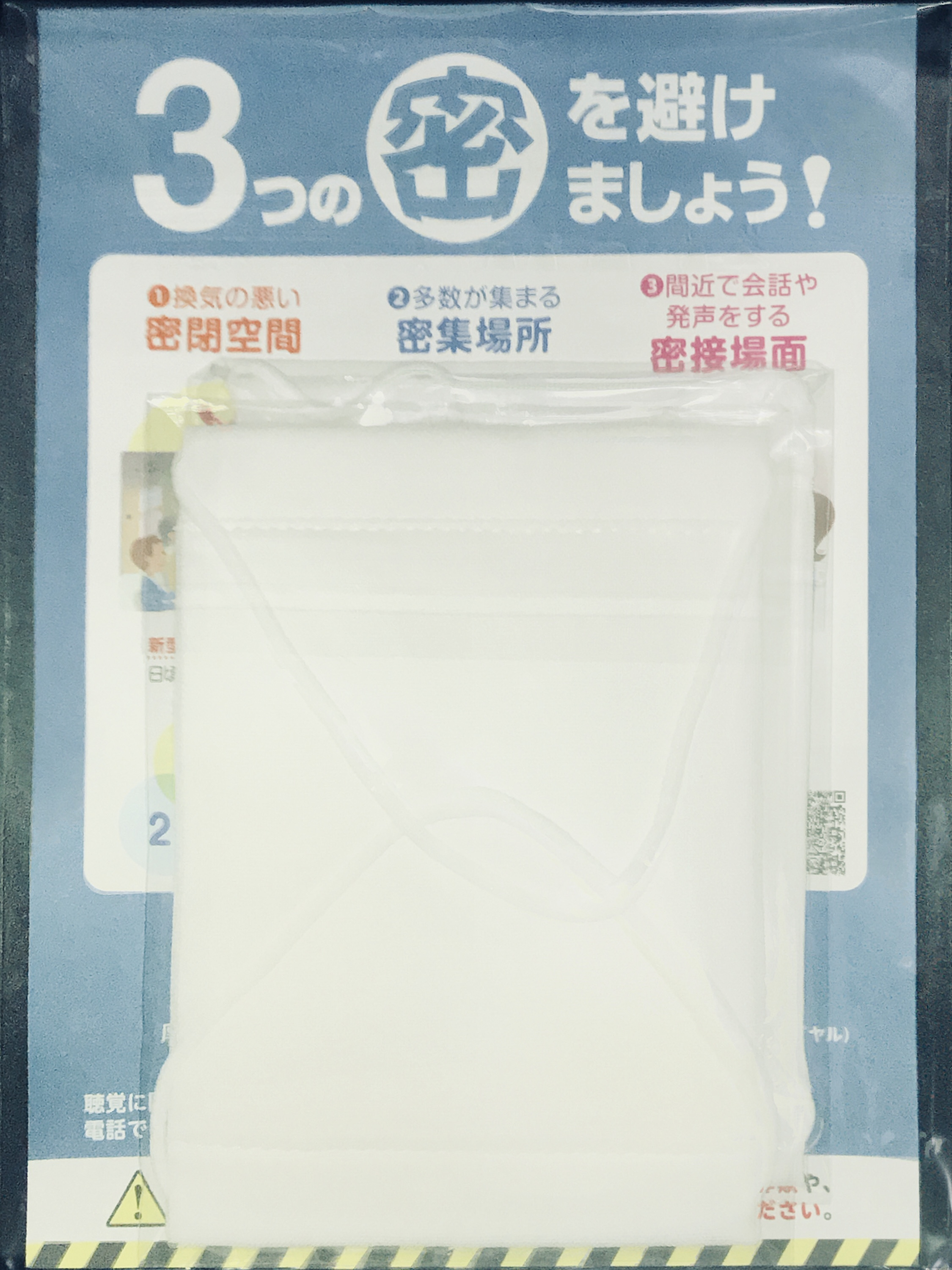
派發的口罩及印有避免「3密」文宣之包裝

安倍口罩或安倍口罩學（日语： Abeno-masuku），是傳媒及互聯網對日本内閣總理大臣安倍晋三於2020年所提出一項緊急應對措施的俗稱，即由安倍内閣向所有家庭發放2個紗布製布口罩，以圖解決2019冠狀病毒病疫情影響下，日本国内自2020年2月起出現的口罩短缺問題。日文詞語亦可指代派發的布口罩本身。日本国外英文媒体報道時常将其譯作。

## 政策

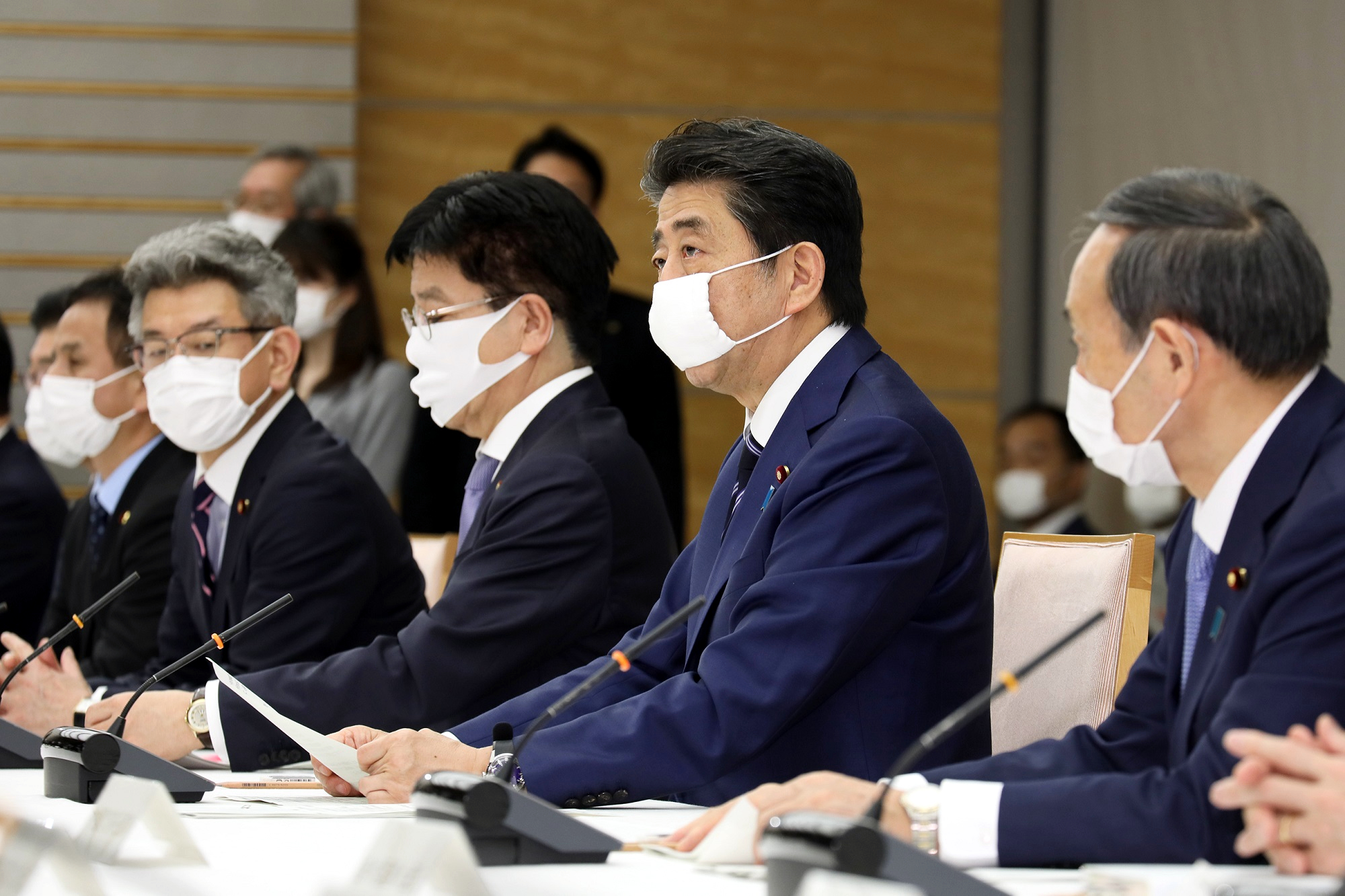
在新型冠狀病毒感染症對策本部第25回会議上宣布向每戶家庭派發2個布口罩的内閣總理大臣安倍晋三（右起第2人）。安倍戴的是布口罩，其他国務大臣戴的則是不織布口罩（2020年4月1日於總理大臣官邸）

2020年4月1日，首相安倍晋三在新型冠狀病毒感染症對策本部会議上講話時，談及当天討論內容、對現狀的分析、政府應對計劃及對国民的期望等，當中提到口罩問題。
安倍首相的發言如下。
- 政府已採取措施，支援企業投資生產設備，電機製造商聲寶亦加入生產行列，令3月的口罩出貨量達至每月6億個，超過通常需要。透過進一步支援增產，每月出貨量有望超過7億個。
- 因需求激增，市面上口罩依然缺貨。截至上星期，當局已向全国医療機構發放1,500万個外科口罩，下星期將再發放1,500万個。
- 當局會確保足夠布口罩，陸續發放給高齡者設施、身心障礙者設施、全国的小学校及中学校。當局認為，相比即棄口罩，布口罩可用清洗劑洗滌後重複使用，用布口罩應對激增的口罩需求是極為有效。
- 5月預計可取得多1億個布口罩，計劃使用日本郵政的全戶配送系統，向全国共5,000多万戶家庭，每戶派發2個。

政府措施公布後，遭到不少国民批評，包括「為何1戶2個？」，「應該先做其他事情」，「不是愚人節玩笑吧」，並被調侃成「安倍口罩」。
當局解釋稱，隨著2019冠狀病毒病疫情於2020年演變成世界大流行，全球口罩被一掃而空，日本亦是一罩難求，外科口罩（不織布的即棄口罩）需要優先供給医療人員，故希望普通国民使用清洗劑洗滌後可重複使用的布口罩。2020年4月17日，安倍在新型冠狀病毒感染症首相記者会上再度說明，派發2個布口罩是回應国民的強烈需求。2020年4月7日，政府内閣會議通過「新型冠狀病毒感染症緊急經濟對策」，正式決定向普通家庭派發布口罩。外界推測這政策是由內閣總理大臣秘書官佐伯耕三提出，他據報曾對首相說「若向所有国民派發布口罩，不安就會馬上消失」。
如上所述，派發政策是在4月公布，不過採購合同此前就已簽訂。2019年度的随意契約中，與USEBIO、Shima Trading及横井定的無招標合同是2020年3月16日訂立，與興和、伊藤忠商事及MATSUOKA CORPORATION的無招標合同是3月17日訂立。合同引用「会計法29条的3第4項及預算決算及会計令第102条的4第3号」，以緊急性為理由未有招標。也就是說，相關決策最遲3月16日即已做出。2020年6月1日，朝日新聞刊登興和社長專訪，當中指經濟產業省於2月末已提出請求。若這說法屬實，即是在2020年3月3日，厚生勞動大臣依国民生活安定緊急措置法第22条第1項規定，指示業界交售口罩以發放給北海道普通家庭前，當局便已決定購買布口罩。
口罩派發時使用日本郵政的「Town+」送達系統，無需收件人地址或姓名即可送至指定地區的信箱，4月17日起開始發放。政府估算每個口罩購入單價約200日圓，每戶2個，共需購買1億3000万個，計劃從2019年度預備費拿出約233億日圓，再加上2020年度補正預算案中的233億日圓，投入466億日圓實踐政策。首批233億日圓中，169億日圓用於購買6500万個口罩，64億日圓用於包裝及運送，不過由於實際購買費用未達169億日圓，而是90億日圓，預計最終花費會低於預算金額。當局另決定向全国医療機構優先派發外科口罩，並向高齡者設施、身心障礙者設施及全国小中学校優先派發布口罩。民間則模仿（語音互換）安倍首相的經濟政策名稱安倍經濟學（ Abenomikusu），稱這政策作「安倍口罩學」（ Abenomasuku），影響力波及海外傳媒。俗稱的起源可能是律師明石順平在Twitter上發的一則推文。
派發的布口罩紗布層為摺叠3次的5層構造，相當於15層厚度；亞洲不織布協会事務局長土谷英夫認為，15層厚度的紗布口罩過濾效果與一次性口罩相當。

## 大小及形状

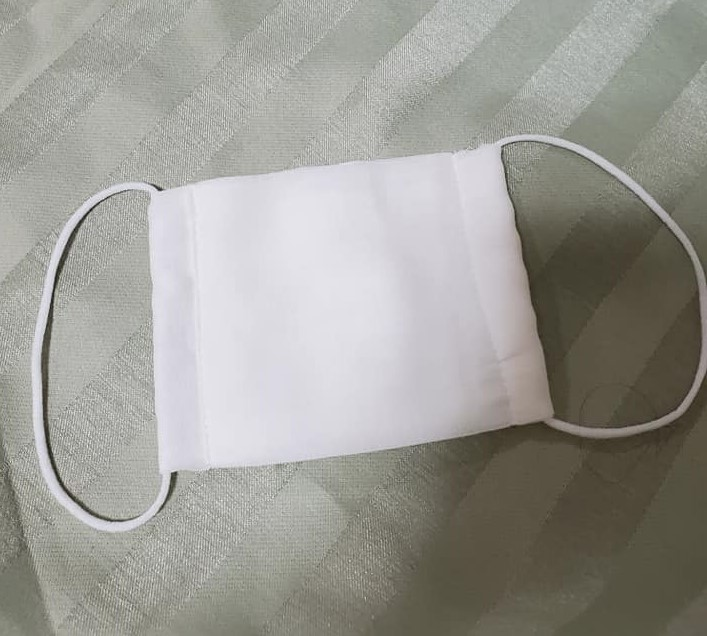
各家庭獲發的口罩實物。

口罩為平面型紗布口罩，長13.5 cm，寬9.5 cm，比文庫本小一圈；另有立体型口罩，耳帶無彈性。一些人戴上後無法完全覆蓋口鼻。有人想出方法，可拆開口罩接縫，改造成立体型。
就布口罩的尺寸，厚生勞動省在「布口罩全戶配布相關Q&A（页面存档备份，存于）」頁面中列出「覺得布口罩尺寸較小，是大人用的嗎」問題，回答道「本次發放的布口罩寬9.5釐米，長13.5釐米，是市面上銷售的成人用口罩，我們認為大小足以覆蓋口鼻」。

## 派發原因
除上文中佐伯耕三的建議外，當局曾於3月在北海道部分地區，向所有家庭派發一次性口罩，措施獲得好評，亦有份推動此次安倍口罩的派發計劃。
經濟產業省服務政策課長浅野大介曾在Facebook上發文，解釋推出安倍口罩的緣由，要點如下。
- 一次性口罩生產能力有限，故優先發放給医療機構，希望普通国民用布口罩忍耐。
- 現時沒有公司大量生產布口罩，故以政府全部購買形式訂購。
- 為防發生集體感染，故選擇郵寄。
- 之所以發放2個，是因為每戶家庭平均人数約2人，當局亦只有餘力派發2個。

這則帖文招致大量批評，於SNS炎上，浅野大介隨後刪除帖文。
4月6日，東京電視台官邸記者篠原裕明在電視台的YouTube頻道解釋為何派發2個口罩，稱參與方案設計的相關人士向他透露，由於高齡者一早就去藥房排隊，有工作的人長期買不到口罩；發放布口罩後，若這些人不再排隊，有工作的人就能買到口罩，政策是一種供需調整。
Business Journal報道，人們對這番解說的評價褒貶不一，有人認為通俗易懂，亦有人覺得是不尊重長者，或批評相關藉口太牽強。

## 派發状況
- 各都道府縣的布口罩全戶派發状況在厚生勞動省網站上公布[51]。
- 網站最初未公布「正在派發」的都道府縣之發放進度。2020年5月27日時，已公布當時進度及去到6月3日的預想進度[52]。
- 截至2020年5月8日，東京都為「正在派發」，北海道、茨城縣、埼玉縣、千葉縣、神奈川縣、石川縣、京都府、大阪府、兵庫縣、岐阜縣、愛知縣及福岡縣等1道2府9縣為「預計5月11日（星期一）所在星期開始派發」，其他縣為「準備中」[51]。
- 5月10日，週刊朝日查詢厚生勞動省經濟課（口罩等物資對策班），獲回覆「截至5月6日，已發放560万個口罩至280万戶家庭」[53]，相當於全国6500万戶家庭的4.3％。
- 5月12日起，開始在大阪府及福岡縣派發[54][55]。
- 截至5月17日，原先為「預計5月13日（星期三）開始派發」的京都府、兵庫縣，原先為「預計5月14日（星期四）開始派發」的茨城縣、埼玉縣、千葉縣、神奈川縣、兵庫縣、岐阜縣、愛知縣，以及原先為「預計5月16日（星期六）開始派發」的北海道、石川縣已開始派發[56][55]。
- 5月20日，菅官房長官在記者会上表示，「有關政府發放的布口罩，截至18日，已在13個都道府縣完成約1450万個的派發」[57]。數字相當於725万戶家庭，佔全国6500万戶的11.2％。
- 5月23日，原先為「預計5月23日（星期六）開始派發」的34縣已變為「正在派發」，全国47個都道府縣全部變為「正在派發」[58]。
- 5月27日，東京都已「基本派發完畢」，是全国首個派發完畢的都道府縣[52]。
- 截至5月27日，全国總派發進度為25%，各道府縣中，福岡縣為「40～50%」，大阪府及京都府為「30～40％」，鹿兒島縣為「20～30%」，北海道、千葉縣、福井縣、山梨縣、岐阜縣、愛知縣、鳥取縣、佐賀縣、長崎縣、熊本縣、大分縣、宮崎縣為「10～20％」，其他各縣為「～10%」[52]。
- 截至5月27日，去到6月3日的預計派發進度，全国總進度為59%，各都府縣中，大阪府、京都府、福岡縣為「70～80%」，北海道、神奈川縣、岐阜縣、愛知縣、兵庫縣為「60～70％」，茨城縣、千葉縣、石川縣、鳥取縣、佐賀縣、埼玉縣、熊本縣、大分縣、宮崎縣、鹿兒島縣、長崎縣為「50～60%」，其他各縣為「40～50％」[52]。
- 在5月28日的参議院厚勞委員会上，厚生勞動省表示，最初預計的5月派發完畢大概率要延至6月中旬[59][60]。
- 6月4日公布，截至6月4日，全国派發已完成64％，各都道府縣中，東京都、福岡縣、佐賀縣、宮崎縣為「基本派發完畢」，北海道、神奈川縣、福井縣、長崎縣、熊本縣為「70～80%」，茨城縣、群馬縣、埼玉縣、千葉縣、石川縣、山梨縣、愛知縣、大阪府、京都府、大分縣、鹿兒島縣為「60～70％」，山形縣、新潟縣、富山縣、長野縣、兵庫縣為「50～60%」，秋田縣、栃木縣、三重縣、鳥取縣、島根縣、山口縣、香川縣、愛媛縣、高知縣為「40～50％」，青森縣、岩手縣、福島縣、岐阜縣、奈良縣、滋賀縣、岡山縣、廣島縣、德島縣、沖繩縣為「30～40%」，宮城縣、静岡縣、和歌山縣為「20～30％」[61]。同時公布，預計截至6/11（星期四），全国派發將完成90％，各都道府縣中，北海道、山形縣、東京都、福岡縣、長崎縣、熊本縣、大分縣、佐賀縣、宮崎縣、鹿兒島縣為「基本派發完畢」，埼玉縣、千葉縣、神奈川縣、石川縣、山口縣、沖繩縣為「90～100％」，青森縣、岩手縣、宮城縣、福島縣、茨城縣、栃木縣、群馬縣、富山縣、福井縣、山梨縣、長野縣、岐阜縣、愛知縣、大阪府、京都府、兵庫縣、鳥取縣、島根縣、岡山縣、廣島縣、德島縣、香川縣、高知縣為「80～90％」，秋田縣、新潟縣、静岡縣、三重縣、滋賀縣、奈良縣、和歌山縣、愛媛縣為「70～80%」[61]。
- 6月8日公布，截至6月8日，全国派發已完成77％，各都道府縣中，東京都、福岡縣、佐賀縣、宮崎縣為「基本派發完畢」，山形縣、福井縣為「90～100％」，北海道、茨城縣、神奈川縣、石川縣、長崎縣、熊本縣、大分縣、鹿兒島縣為「80～90％」，宮城縣、埼玉縣、千葉縣、愛知縣、大阪府、京都府、岡山縣、廣島縣、山口縣為「70～80%」，青森縣、岩手縣、福島縣、栃木縣、群馬縣、新潟縣、富山縣、山梨縣、長野縣、兵庫縣、鳥取縣、德島縣、香川縣、愛媛縣、高知縣、沖繩縣為「60～70％」，秋田縣、岐阜縣、三重縣為「50～60%」，静岡縣、奈良縣、島根縣為「40～50％」，滋賀縣、和歌山縣為「30～40%」[62]。同時公布，預計截至6/15（星期一），全国將「基本派發完畢」[62]。
- 6月11日公布，截至6月11日，全国派發已完成90％，各都道府縣中，北海道、山形縣、東京都、福井縣、長野縣、福岡縣、佐賀縣、長崎縣、熊本縣、宮崎縣為「基本派發完畢」，神奈川縣、新潟縣、石川縣、三重縣、山口縣、大分縣、鹿兒島縣為「90～100％」，青森縣、岩手縣、宮城縣、秋田縣、茨城縣、群馬縣、埼玉縣、千葉縣、富山縣、岐阜縣、愛知縣、京都府、兵庫縣、鳥取縣、岡山縣、廣島縣、德島縣、愛媛縣、沖繩縣為「80～90％」，福島縣、栃木縣、山梨縣、滋賀縣、大阪府、奈良縣、和歌山縣、香川縣、高知縣為「70～80%」，静岡縣、島根縣為「60～70％」[63]。同時公布，預計截至6/15（星期一），全国將「基本派發完畢」[63]。
- 6月15日公布，全国已「基本派發完畢」[64]。
- 6月25日，官房長官菅義偉在記者会上表示，政府發放給所有家庭的布口罩，已於當月20日前全部派發完畢[65]。

### 因混入異物暫停發放並回收
- 厚生勞動省表示，4月14日起向孕婦優先派發口罩後，陸續收到報告稱口罩有奇怪顔色、毛髮等異物，截至4月21日，已收到來自143個市町村的共7,870則投訴[66][67]。受問題影響，厚生勞動省暫停向孕婦發放口罩[67]。小中学校及特別支援学校亦有收到有虫的口罩[68][69]，派發同樣被迫中断[70][71]。内閣官房長官菅義偉稱不良品「在實際派發前的階段已合適地剔除」[72]。
  - 4月23日，出現上述不合格產品的興和及伊藤忠商事接報後宣布，回收所有未派發的口罩，並加強檢查工序[73][74][75]。
- 4月21日，每日新聞報道政府開始包装、準備派給每戶家庭的布口罩發霉，並配有「內部人士提供」的照片[76]。4月30日，時事通信社發放圖片，顯示一份文件上印有多個發霉口罩的照片，指這是「厚生勞動省内部文件刊載的照片」[77]。
  - 網上曾有聲音懷疑口罩發霉是不實訊息，可能是傳媒自導自演[78]。5月14日，厚生勞動省在参議院厚生勞動委員会上，承認有發現發霉口罩[79][80]。
- 提供給所有家庭、護理機構及孕婦的口罩共有8500万個，由550人在出貨前檢查，每個目視確認，檢查費用需要8億日圓[81][82][83]。
- 口罩派發完畢後，最大的生產企業「興和」接受多間傳媒訪問[84][85]，指最初為保證品質，強烈希望在日本国内加入檢查工序，惟遭政府方面負責人拒絕，稱「比起質，要優先確保量」[86][85]。有參與口罩採購的政府人士接受採訪時，則稱「官邸希望讓国民都有口罩，但要在短時間內拿到如此多數量，這目標本來就有困難」，「官邸有分量的人要求『搞好口罩』，於是只能硬著頭皮做」[85]。

2022年2月，有8000萬個安倍口罩仍未派出，相關口罩存放在東京近郊的貨倉，估計一年花費6億日圓存倉費。

## 生產状況
4月21日，厚生勞動省回覆社会民主党党首福島瑞穗查詢，指口罩從興和、伊藤忠商事、MATSUOKA CORPORATION等3間公司與另1間未公布的公司，「共4間公司」處購買，合同金額分別為約54.8億日圓、約28.5億日圓及約7.6億日圓。
立憲民主党副代表蓮舫及後在Twitter上發文，稱當局「使用令和元年度預備費，今年3月買到2000万個（口罩），提供給高齡者設施等處，其中50万個派發給孕婦。當中有的發霉，有的不合格，結果要回收」，「厚勞省說興和、伊藤忠商事、MATSUOKA CORPORATION及另一間公司，共4間公司接受訂單，但沒有公布這間公司的名稱」。在野党強烈要求厚勞省公布剩下的這間公司，認為購買安倍口罩是公共事務，有義務公布這間未公布的公司，但負責人堅拒請求，引發外界質疑。
4月27日，社会民主党党首福島瑞穗在自己的SNS上公布這間一度未公布的公司，公司名為USEBIO（ユースビオ），位於福島市；官房長官菅義偉亦於同日的記者会上公布相同資訊。菅官房長官並表示，除提供孕婦用布口罩的4間公司外，口罩製造商横井定亦有接受訂單，提供護理設施用口罩，提供護理設施用口罩的公司總共有5間。
4月28日，議員大串博志指出，3月簽訂合同時，USEBIO的法人登記資料上未有列明「口罩生產、進出口」業務；厚勞相加藤勝信回答道「據我所知，進出口是另一間公司負責」，「（那間公司）名為Shima Trading，據我所知，USEBIO負責取得口罩布料、協調交貨日期，Shima Trading負責生產及進出口」，表明「Shima Trading」公司亦有參與。

### 生產企業列表
|                      | 合同金額                                                                           | 合同內容                                                                         | 生產地      | 上市資訊 | 設立   | 資本金             | 員工数                                                          | 總部所在地           | 代表者   | 官方網站               |
| -------------------- | ---------------------------------------------------------------------------------- | -------------------------------------------------------------------------------- | ----------- | -------- | ------ | ------------------ | --------------------------------------------------------------- | -------------------- | -------- | ---------------------- |
| 興和                 | 21億4500万日圓(2019年度) 54億7690万日圓(2020年度)                                  | 緊急事態用紗布口罩購入一式 每戶派發 護理設施用 孕婦用 緊急事態用紗布口罩購入一式 | 緬甸等      | 非上市   | 1939年 | 38億4,000万日圓    | 含關聯企業 6,735名 僅公司自身 1,890名 （2019年3月期）           | 愛知縣名古屋市中区   | 三輪芳弘 | （页面存档备份，存于） |
| 伊藤忠商事           | 2億6180万日圓(2019年度) 28億5312万5000日圓(2020年度)                               | 紗布口罩MK01購入一式 每戶派發 護理設施用 孕婦用 紗布口罩MK01購入一式             | 海外        | 東證1部  | 1949年 | 2,534億4,800万日圓 | 含關聯企業：102,086人 僅公司自身：4,285人 （截至2018年3月31日） | 東京都港区           | 岡藤正廣 | （页面存档备份，存于） |
| MATSUOKA CORPORATION | 1億9889万3200日圓(2019年度) 7億6224万4560日圓(2020年度)                            | 紗布口罩購入一式 每戶派發 護理設施用 孕婦用 紗布口罩購入一式                     | 緬甸        | 東證1部  | 1956年 | 5億2,940万日圓     | 含關聯企業：12,143名 僅公司自身：109名 （截至2019年3月31日）    | 廣島縣福山市         | 松岡典之 | （页面存档备份，存于） |
| USEBIO               | 2億1175万日圓(2019年度) 14億8500万日圓(2020年4月7日) 14億8500万日圓(2020年4月15日) | 越南產抗菌布口罩 生產原料調達一式 護理設施用 孕婦用 越南產抗菌布口罩調達一式     | 越南        |          | 2017年 | 1,000万日圓        | 5人                                                             | 福島縣福島市         | 樋山茂   |                        |
| Shima Trading        | 3億800万日圓(2019年度)                                                             | 越南產抗菌布口罩 輸入業務一式 護理設施用 孕婦用                                  |             |          | 1980年 |                    |                                                                 | 千葉縣富里市         | 島正行   | （页面存档备份，存于） |
| 横井定               | 1億556万5600日圓(2019年度)                                                         | 紗布口罩購入一式 護理設施用                                                      | 菲律賓 中国 |          | 1958年 | 1,000万日圓        | 總部：26名                                                      | 愛知縣名古屋市瑞穗区 | 横井昭   | （页面存档备份，存于） |

除上述企業外，2020年度又從Works（東京都）、BLUMARE（東京都）、東洋纖維（岐阜縣）、RELIEF（大阪市）、TSO International（高松市）購買提供給護理設施及孕婦等的口罩，5月12～15日簽訂合同，合同金額總計約36.6億日圓。

### 各企業状況
興和
合同金額約54.8億日圓的興和曾於3月5日發出新聞稿，稱正生產紗布口罩，目標為3月生產1500万個，4月生產5000万個，並表示生產時使用国内及海外的合作工廠，與不織布口罩生產線不同，不會影響後者生產。

同日，每日新聞報道，興和正在位於緬甸的工廠生產紗布口罩。3月18日，Myanmar Japon報道，興和在當地的工廠位於仰光市郊外的雪碧達工業區。

針對網上有聲音質疑訂單是首相夫人安倍昭惠運作下成立，興和接受IWJ訪問時否認這種說法，稱「敝公司本來在生產不織布口罩，增產亦供不應求；收到国家請求後，開始生產布口罩，說利用安倍昭惠女士的關係獲得訂單是不符事實」。

在傳媒報道派發的口罩存有不良品後，4月23日，興和發出新聞稿，指口罩在海外的合作工廠生產，主要為中国製造；公司會將未發放的口罩全部回收重新檢查，並加強對合作生產工廠檢查工序的指導。

伊藤忠商事
在傳媒報道口罩存有不良品後，合同金額約28.5億日圓的伊藤忠商事於4月23日發出新聞稿，指由於国内的口罩專用工廠滿負荷運轉，派發的口罩是在海外的服飾縫製工場生產，規格書及原材料由国内口罩製造商提供；公司會將未發放的口罩全部回收重新檢查，除當地工廠檢查外，亦會在出口前及進口後新增檢查環節。

MATSUOKA CORPORATION
MATSUOKA CORPORATION是位於廣島縣福山市的縫製公司。疫情期間收到政府的解決口罩短缺請求，開始在緬甸仰光的工廠生產口罩，是公司首次生產口罩。
2020年5月27日，公司在投資者資訊中公布，4、5月份的合同金額預計達到51億日圓，4月報道的7.6億日圓是3、4月份的金額。

USEBIO
USEBIO是據報位於福島縣福島市的公司。徵信公司資料顯示，公司於2017年8月成立，進口生物質能發電使用的木顆粒燃料，員工5人。執政党公明党黨員、公司代表樋山茂表示，訂單商品為350万個口罩，在越南工廠生產，每個135日圓。厚生勞動大臣加藤指「合同是與這公司及進口相關公司一同簽訂」，公布合同金額為「5.2億日圓」。被問及合同簽訂日期及形態，加藤回答「3月16日，用預備費簽訂的緊急随契（随意契約，即無招標合同）」。

公開後的合同顯示，USEBIO的合同為獲得越南生產的抗菌布口罩原料，每個55日圓，共350万個，算上消費稅，合同金額約2.1億日圓。Shima Trading的合同為進口業務，每個80日圓，共350万個，算上消費稅，合同金額約3.1億日圓。合同簽訂日期為2020年3月16日，履行期限為2020年3月31日，為緊急簽訂，在即將結束的財政年度内能提供多少就簽訂多少。

立憲民主党眾議院議員大串博志表示，3月合同簽訂時，公司約款上未有關於口罩製作及進出口的記載，4月方加入「進出口代理業」字樣。

社会民主党参議院議員福島瑞穗表示，厚生勞動省口罩班告訴他，當局使用2020年度的預備費，又購買了供護理機構使用的口罩，金額約29.7億日圓。公布的随意契約資料顯示，4月7日及4月15日各簽訂了14億8500万日圓的合同，總計29億7000万日圓。

Shima Trading
Shima Trading是位於千葉縣富里市的企業，進口及批發切花、切葉。

横井定
横井定是位於愛知縣名古屋市瑞穗区的企業。主要透過「日本口罩」（日本マスク）品牌，在日本国内銷售口罩。

### 相關合同
除購買口罩本身外，還有派送、檢查、提示等業務的合同。
布製口罩全戶配布相關配布状況介紹頁面作成業務　東芝Digital Solutions株式会社　144万7600日圓。
布製口罩全戶配布相關電話中心窗口業務 JP Two Way Contact株式会社 1億6,993万2,382日圓。
布製口罩全戶配布業務一式 日本郵便株式会社 13億6500万日圓。
布製口罩全戶配布業務相關Web網站構築及運用業務　株式会社USE　561万7480日圓。
布製口罩全戶配布事業的檢品等業務　株式会社宮岡　7億9475万日圓。

## 評價

### 肯定
- 4月2日，国民民主党参院議員会長大塚耕平在記者会上認為，「政策不能根本解決問題，但我無意全面否定或批判。現在還有家庭因無口罩感到不安。只要不阻礙到其他應對措施，派口罩亦無妨」[114]。
- 4月3日，環境大臣小泉進次郎在記者会上讚賞道，政策「應該是出於任何能做到的事都去做的想法」[115]。
- 4月5日，曾任国会議員的藝人杉村太藏在出演節目上提及，北海道知事主導的疫情下派口罩行動取得成效，至於政府派發布口罩要用200億日圓，他就認為「性價比來看，我覺得應該算非常非常有性價比」[116]。
- 自民党眾議院議員石破茂在電台節目上，稱口罩大小「大概是（普通口罩的）7成吧」，認為派口罩是好事，不過優先程度不對，質疑全民派口罩要投入460億日圓税金[117]。
- 美容整形外科医生、高須診所東京院代表高須克弥院長稱，「安倍政權派發布口罩，令一次性口罩價格大跌，重回市場！！商社釋放庫存，普通工廠亦轉為生產医用口罩！！」，認為政府發放布口罩取得巨大成功[118][119]。
- 在2020年4月28日的眾議院預算委員会上，首相安倍晋三表示「對口罩市場產生影響是事實，有人認為引發口罩降價」，認為派發布口罩取得一定效果[120]。
- 5月20日，官房長官菅義偉在記者会上說明，「透過派發布口罩等措施，需求減少，令市面缺貨情況逐漸改善，一直在上升的口罩價格亦有下跌趨勢」，認為措施有效果[121]。
- 5月24日，藝人Darenogare明美更新自己的Twitter，指收到了因新型冠狀病毒而向每戶派發2個的布製口罩。帖文配有佩戴照片，感謝道「清洗就能重複使用！！謝謝」[122]。

### 否定
- 在4月2日的眾議院大会上，立憲民主党眾議院議員松平浩一提及向每戶家庭派發布口罩的緊急應對措施被稱作「安倍口罩」，批評措施「簡直是隨意決策、見步行步式應對的極緻」[7][123]。
- 外界批評發放2個口罩需要466億日圓預算[124]，亦有人不滿派發的口罩「太小，說話就會移位，不好用」，「磨到耳痛」[125]。
- 神戶大学感染症内科教授岩田健太郎認為「政策無效果，或成本效益相當低」，「缺乏科學證據，不能期待有實際效用」，「不僅浪費，還可能傳遞『有口罩就沒事』等錯誤訊息」[126]。
- 落語家及評論員新間一弘斥責口罩出現不良品，指「無法想像已發展國家會出這種紕漏。退一萬步說，平時就算了，現在這種時期還出現這類問題，難以置信」，認為「若領到的人有眼疾，看不到這些污漬，很可能沒有察覺就戴上口罩」[127]。
- 藝人及評論員、搞笑組合OGI YAHAGI的小木博明表示「昨天收到口罩，左右帶子長短不一，真是亂來」，並批評派口罩花費450億日圓以上，「浪費金錢，建議大家去領派的錢，然後自行成立基金並捐贈。留著也沒用」，發言中提及10万日圓派錢計劃，認為安倍口罩浪費税金[128]。
- 藝人Dewi Sukarno在自己的Twitter批評派發口罩又回收，形容是「笑話」，「浪費466億日圓，不如找個空地建醫院！」[129]。
- 5月20日，格鬥家及藝人高田延彦在對外公開的官方Twitter等處發文，指「安倍口罩！花費大量税金，需要時又送不到，不衛生的印象根深蒂固，現在街上銷售的口罩充足，總之就是幾乎沒用」，批評道「啊——真是可恥，安倍口罩前途何在。誰來負上浪費税金的責任？」[130]。
- 藝人北野武在平時出演的資訊節目上，稱收到口罩後，感覺「太小了，還以為是眼帶」，批評派口罩政策[131]。
- 女演員小泉今日子在自己任代表取締役的制作公司「明後日」官方Twitter等處發文，批評道「任何人都有錯誤及失敗。若這是努力得來的結果，將來或許會被原諒。但污糟的謊言及狡猾則決不能原諒。滿是黴斑的口罩看起來正像是反映了那污糟。」[132]。
- 著有《白色榮光》等書籍的作家海堂尊指發放的口罩不衛生，形容為「垃圾口罩」、「蟲子口罩」，又說自己曾經是外科医生，十分明白何為清潔，批評口罩實在是令人不想用[133]。
- 派發計劃公布後，被各国傳媒當作日本的抗疫政策大幅報道[134]。美國的彭博、霍士新聞頻道及法國的法蘭西24等傳媒提到日本国内SNS上存在的批評與調侃声音，並介紹 "Abenomask" 這一稱呼[35][135]，霍士新聞更揶揄稱「這是不是愚人節玩笑」[21]。
- 對於安倍首相稱「對口罩市場產生影響是事實」，多間傳媒核查後，認為說法沒有明確根據[136]。東京新聞採訪的口罩進口商表示「沒有這回事。只是庫存有多餘，流向市場而已。畢竟現在（口罩）從中国大量流入。供求的平衡而已」[137]。
- 剛決定派發口罩時，讀賣新聞曾進行民意調查，結果顯示有73%的人「不看好」這措施[138]。6月下旬，派發基本完成，朝日新聞社進行民意調查，結果顯示有81%的人認為措施「沒用」，大幅超過認為「有用」的15%。即便是「認同」政府抗疫措施的人，亦有69%認為措施「沒用」[139]。

## 各地口罩政策

### 日本国内
- 疫情下的日本有過發放口罩的先例。2020年3月上旬，在當時全国確診個案最多的北海道，北見市及中富良野町基於国民生活安定緊急措置法，從製造商及進口商購買一次性口罩，分2次發放給所有家庭[140]。派發透過上文提到的日本郵政「Town+」送達系統進行[28]，不過發放的不是布口罩，而是嬌聯及IRISOHYAMA提供的一次性口罩[141]。
- 新潟縣燕市呼籲同市出身的学生取消返鄉計劃，並向他們寄送口罩、大米、黃瓜等支援品及市長的信以示支持。方案由市内的企業家向市提出，大米為支持人士捐贈，口罩及運費等則由市負担。計劃最初只面向住在首都圈並提出申請的東京燕友（東京つばめいと）用戶，緊急事態宣言生效地區擴至全国後，所有住在新潟縣外的学生均可領取[142][143][144]。
- 福井縣於4月23日起向所有家庭發放口罩購入券。民眾可持發放的口罩購入券，前往當地的「Genky」藥房購買2盒一次性口罩，每盒50個[145]。
- 2020年4月17日，山梨縣富士河口湖町宣布，為儘快消除疫情影響，將向町内所有家庭各發放50個口罩[146]。
- 2020年4月27日，三重縣志摩市發布新型冠狀病毒應對方案，指因應口罩不足，決定向每名市民發放2個布口罩[147]。口罩從小中学生開始派發，分為大、中、小3種尺寸，共準備9万個[147]。
- 2020年4月27日，福島縣川俣町在町役場召開新型冠狀病毒對策会議，決定向町民1万人派發布口罩[148]。
- 高知縣幡多郡三原村向所有村民派發布口罩，每人2個，共發放3千個[149]。
- 2020年4月28日，秋田縣五城目町宣布一系列政策，包括向所有町民發放布口罩[150]。
- 滋賀縣甲良町決定，向所有町民每人發放2個布口罩，於5月上旬長假結束後寄出[151]。
- 富山縣於5月18日起向所有家庭發放可使用的口罩購入券。民眾可持發放的口罩購入券，前往當地的「Albis」及「大阪屋Shop」（均含旗下店鋪）超級市場購買2盒一次性口罩，每盒50個[152]。

### 日本国外

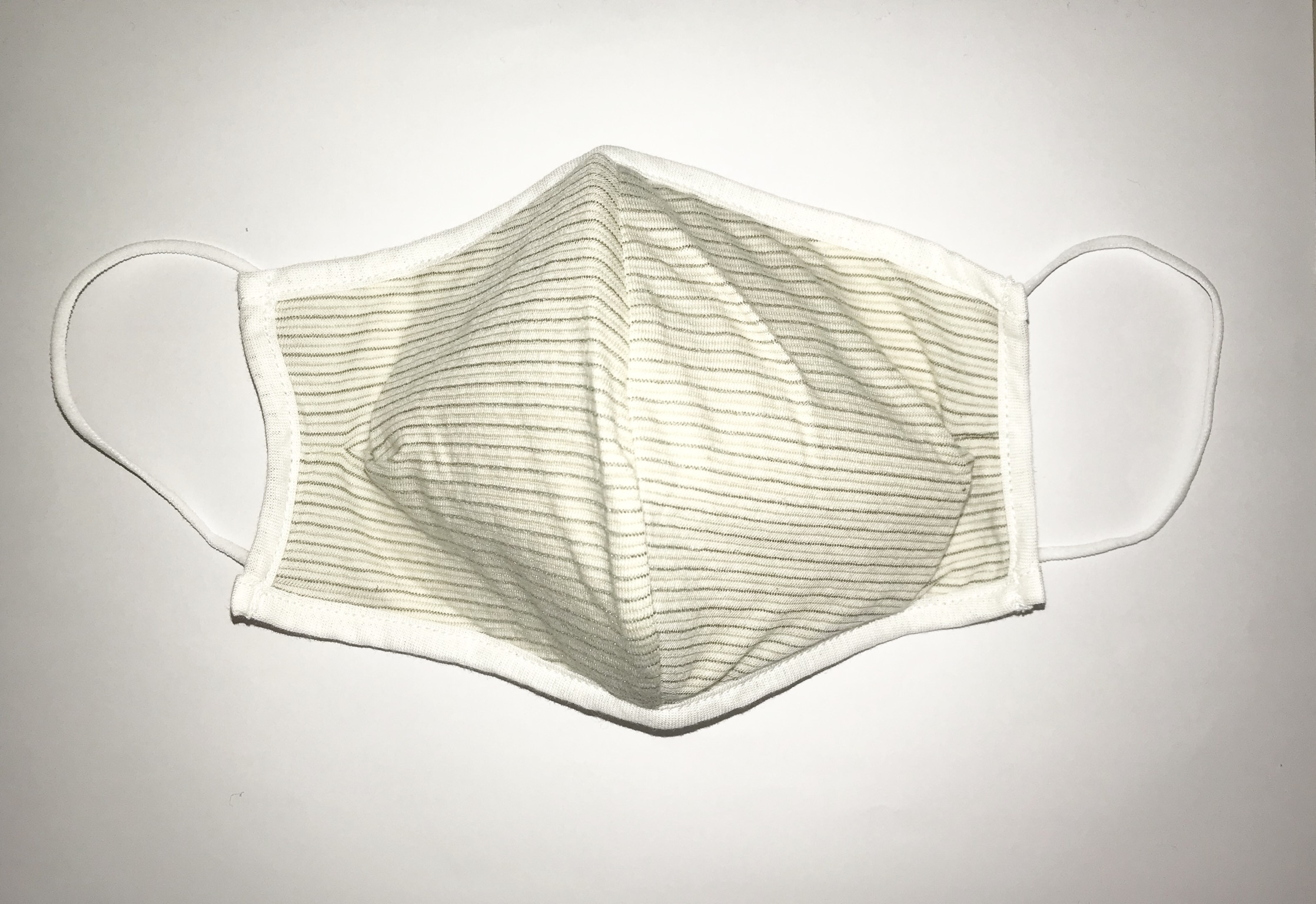
香港政府派發的布口罩

- 2020年1月起，台灣官方未免費派發口罩，但宣佈協助民間擴增口罩生產線，口罩產能從原本1月日產188萬片，在5月達到日產2000萬片。並透過口罩實名制系統，由中央統一徵用後公平販售給需要的民眾，並在產能充足後逐漸解除徵收，恢復民間自行銷售。
- 2020年4月，新加坡透過地區社區中心，向每人發放1個布口罩[153]。
- 意大利有地方政府派發口罩。托斯卡尼大區於4月中旬起開始要求外出戴口罩，每人每日可免費領取1個口罩。當局並向每人發放2個一次性口罩[154]。
- 泰國工業部計劃拿出3000万個口罩，每人免費發放3個；2020年4月1日，工業部長Suriya Juangroongruangkit表示，將於8日開始派發布口罩[155][156]。
- 2020年4月6日起，韓国首都首爾市向未加入健康保險、難以購買口罩的外国人免費發放10万個口罩，需要在網上提交申請，留学生可在就讀学校領取。申請者可選擇可換濾芯的布口罩（附送5片更換濾芯），或是5個一次性口罩，並在41處外国人支援設施領取[157][158]。
- 2020年4月7日，法國首都巴黎市長安娜·伊達戈宣布，將購買200万個布口罩，免費派給市民[159]，並稱「任何種類的頭巾或口罩都比沒有好」[159]。
- 2020年4月13日，法國總統伊曼努爾·馬克龍在電視講話中宣布，將向所有国民派發口罩，防止疫情擴大[160]。
- 2020年4月20日，美國紐約州州長安德魯·庫默宣布，將向公屋居民發放50万個布口罩及消毒液[161]。
- 因應CDC推薦在公眾地方佩戴布口罩，希爾斯波羅縣治安官辦公室在Cedar-Riverside地區的Brian Coyle Center派發100個布口罩[162]。
- 西班牙政府解除最嚴格的封鎖措施後，宣布將在鐵路及地鐵站、巴士總站等處發放數百万個可重用口罩，預計持續数日[163]。
- 比利時原計劃免費派發口罩，不過未能實現，後改為發放濾布，以便民眾自製口罩[164]。
- 2020年5月6日，香港政府宣布，同日起至6月6日，每名持有香港身份證的人士可獲發1個含有氧化銅納米顆粒的布口罩「銅芯抗疫口罩」（CuMask）[165]。香港政府最初未公布3.6億港元合同的生產公司，被網絡及傳媒批評做法不透明。有傳媒介入調查後，政府当局公布口罩是在越南生產，又被批評沒有惠及本地經濟[166][167][168]。有專家擔心，口罩佩戴者有機會吸入納米顆粒，危害使用者健康[169]。

## 派發口罩的重新分配

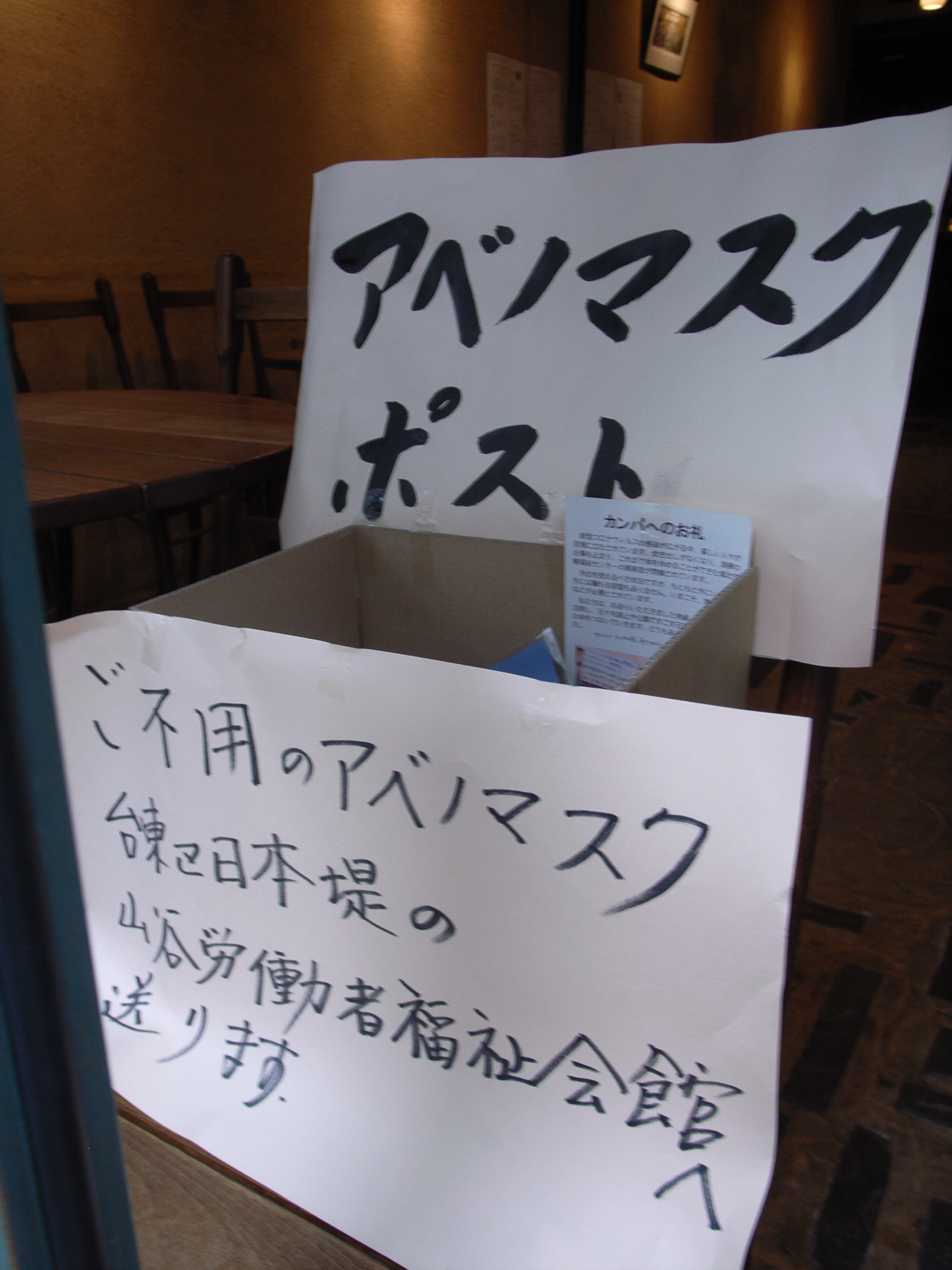
安倍口罩筒

- 旭川市有團體收集接收者不要的安倍口罩，發放給兒童[170]。
- 東京都台東區浅草有畫廊設置「安倍口罩筒」，收集接收者不要的安倍口罩，送往台東區日本堤的山谷勞動者福祉会館，發放給去免費食堂的人[171]。
- 名古屋市有團体在徵得同意的藥房回收未開封的安倍口罩，送至高齡者設施等處[172]。
- 由於日本國內將轉賣口罩視為違法行為，因此在淘寶網等日本以外的拍賣網站，出現不少上架拍賣的安倍口罩，價格被炒作到666元人民幣，賣家甚至寫道建議買家做為收藏用[173]。

## 註解
1. ↑   2020年3月17日的合同為49億5000万日圓。2020年4月3日，合同更改[24]
2. 1 2 3 4 5 6  厚生勞動省公布的随意契約資訊[24]中，物品服務等的名称及数量
3. 1 2 3 4  厚生勞動省公布的随意契約資訊[96]中，2020年度物品役務等的名称及数量

## 外部連結
- 布製口罩全戶配布 申請網站（页面存档备份，存于） - 厚生勞動省
- 關於「新型冠狀病毒感染症緊急經濟對策」（页面存档备份，存于） - 内閣府
- 布口罩全戶配布相關Q&A（页面存档备份，存于） - 厚生勞動省
- 布製口罩各都道府縣全戶配布状況（页面存档备份，存于） - 厚生勞動省
- 關於面向厚生勞動省的布口罩（页面存档备份，存于） - 伊藤忠商事
- 關於布口罩（紗布口罩）的對應 （页面存档备份，存于） - 興和
- MATSUOKA CORPORATION（页面存档备份，存于）
- 株式会社USEBIO資訊（页面存档备份，存于） - 国税廳 法人番号公表網站
- Shima Trading（页面存档备份，存于）
- 關於對「新型冠狀病毒」感染擴大下支援請求的對應（页面存档备份，存于） - 横井定